# دوشكو سيكيريتشا
دوشكو سيكيريتشا (من مواليد 23 مارس 1964 في سيركين بولي، برييدور، البوسنة والهرسك، يوغوسلافيا) مجرم حرب من صرب البوسنة والهرسك الذي اتهم بارتكاب جرائم الإبادة الجماعية والجرائم ضد الإنسانية وانتهاكات أعراف الحرب من قبل المحكمة الجنائية الدولية ليوغوسلافيا السابقة على أفعاله كقائد لمعسكر كيراتيرم.
نُقل إلى المحكمة الجنائية الدولية ليوغوسلافيا السابقة في 25 يونيو 2000. وحوكم مع دامير دوشين ودراغان كولونجيا. ودفع سيكيريتشا في الأصل بأنه غير مذنب في جميع التهم الموجهة إليه. في وقت لاحق كجزء من صفقة الاعتراف بالذنب أقر بأنه مذنب في تهمة واحدة بالاضطهاد كجريمة ضد الإنسانية. وحُكم عليه بالسجن خمسة عشر عام في 13 نوفمبر 2001. وابتداء من عام 2002 قضى فترة سجنه في النمسا. في 21 يونيو 2010 أُطلق سراحه.